# Ainsworth (Nebraska)
Ainsworth és una població dels Estats Units a l'estat de Nebraska. Segons el cens del 2000 tenia 1.862 habitants.

## Demografia
Segons el cens del 2000, Ainsworth tenia 1.862 habitants, 845 habitatges, i 501 famílies. La densitat de població era de 726,2 habitants per km².
Dels 845 habitatges en un 26,3% hi vivien nens de menys de 18 anys, en un 49,9% hi vivien parelles casades, en un 7,7% dones solteres, i en un 40,6% no eren unitats familiars. En el 38% dels habitatges hi vivien persones soles el 21,9% de les quals corresponia a persones de 65 anys o més que vivien soles. El nombre mitjà de persones vivint en cada habitatge era de 2,15 i el nombre mitjà de persones que vivien en cada família era de 2,85.
Per edats la població es repartia de la següent manera: un 24,2% tenia menys de 18 anys, un 5,5% entre 18 i 24, un 22,7% entre 25 i 44, un 21,8% de 45 a 60 i un 25,9% 65 anys o més.
L'edat mediana era de 43 anys. Per cada 100 dones de 18 o més anys hi havia 81,7 homes.
La renda mediana per habitatge era de 29.357 $ i la renda mediana per família de 38.214 $. Els homes tenien una renda mediana de 26.853 $ mentre que les dones 18.750 $. La renda per capita de la població era de 16.935 $. Aproximadament el 7,9% de les famílies i el 9,8% de la població estaven per davall del llindar de pobresa.

## Poblacions més properes
El següent diagrama mostra les poblacions més properes.